# Messstellenbetriebsgesetz
Das Messstellenbetriebsgesetz (MsbG) regelt den Markt für den Betrieb von Messstellen und die Ausstattung der leitungsgebundenen Energieversorgung mit modernen Messeinrichtungen und intelligenten Messsystemen. Es wurde 2016 durch das Gesetz zur Digitalisierung der Energiewende eingeführt und im Mai 2023 umfassend novelliert. Ende Januar 2025 beschloss der Bundestag im Rahmen einer Änderung des Energiewirtschaftsrechts weitere Änderungen. Diese betrafen insbesondere die Preisobergrenzen (§ 30) und die Pflicht zum Einbau von Steuerungseinrichtungen (§ 29).
Teil 1 regelt den Anwendungsbereich und die benutzten Begriffe. In Teil 2 (§§ 3–48) wird der Messstellenbetrieb geregelt, einschließlich der zeitlich und nach Jahresverbrauch gestaffelten Ausstattung der Messstellen mit modernen Messeinrichtungen sowie intelligenten Messsystemen. Teil 3 (§§ 49–75) enthält hierfür spezifische Datenschutzvorschriften. Teil 4 (§§ 76–77) bestimmt die Aufsicht durch die Bundesnetzagentur.

## Begriffe

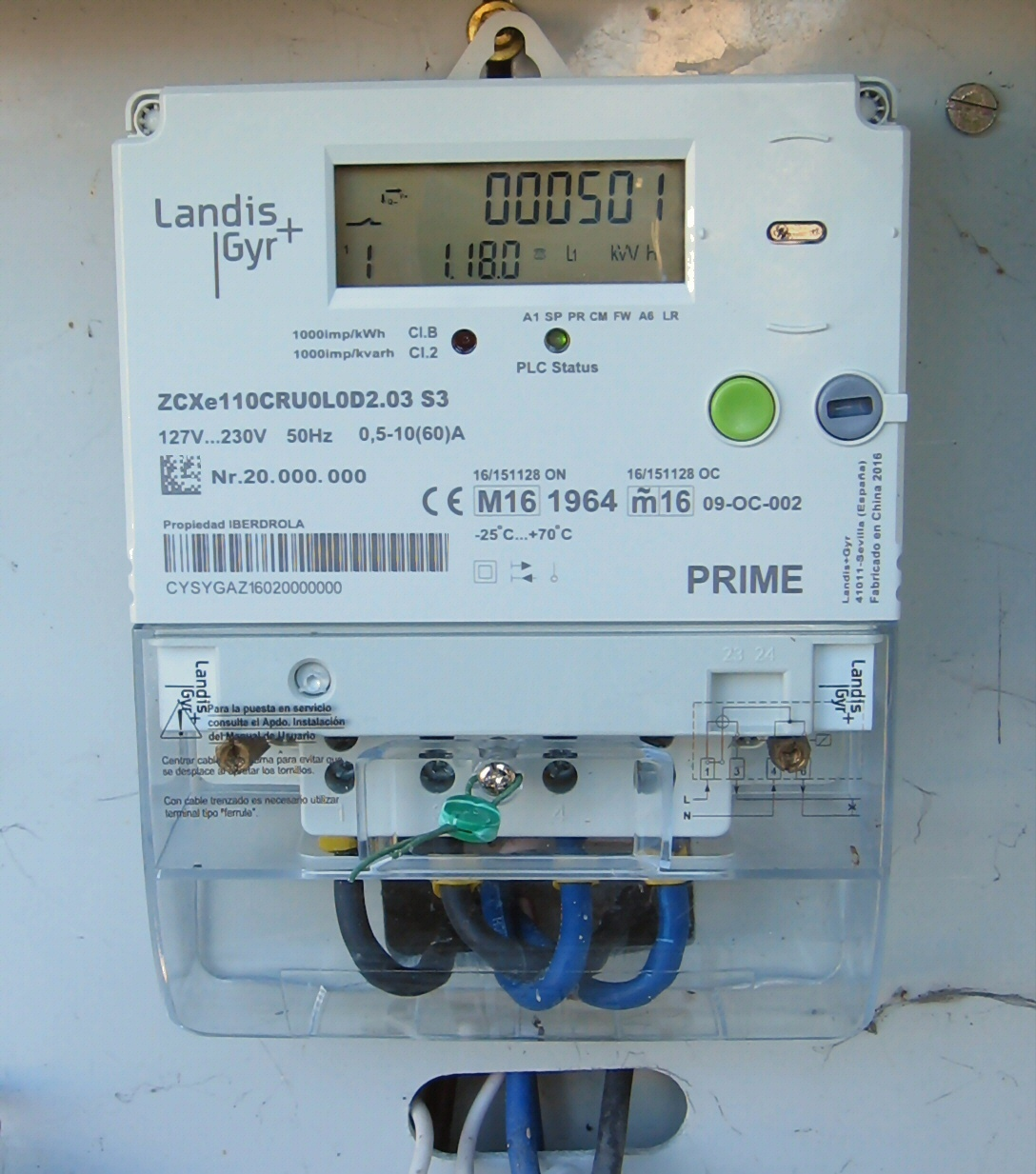
Digitaler Stromzähler (Hersteller: Landis+Gyr), eingesetzt von Iberdrola

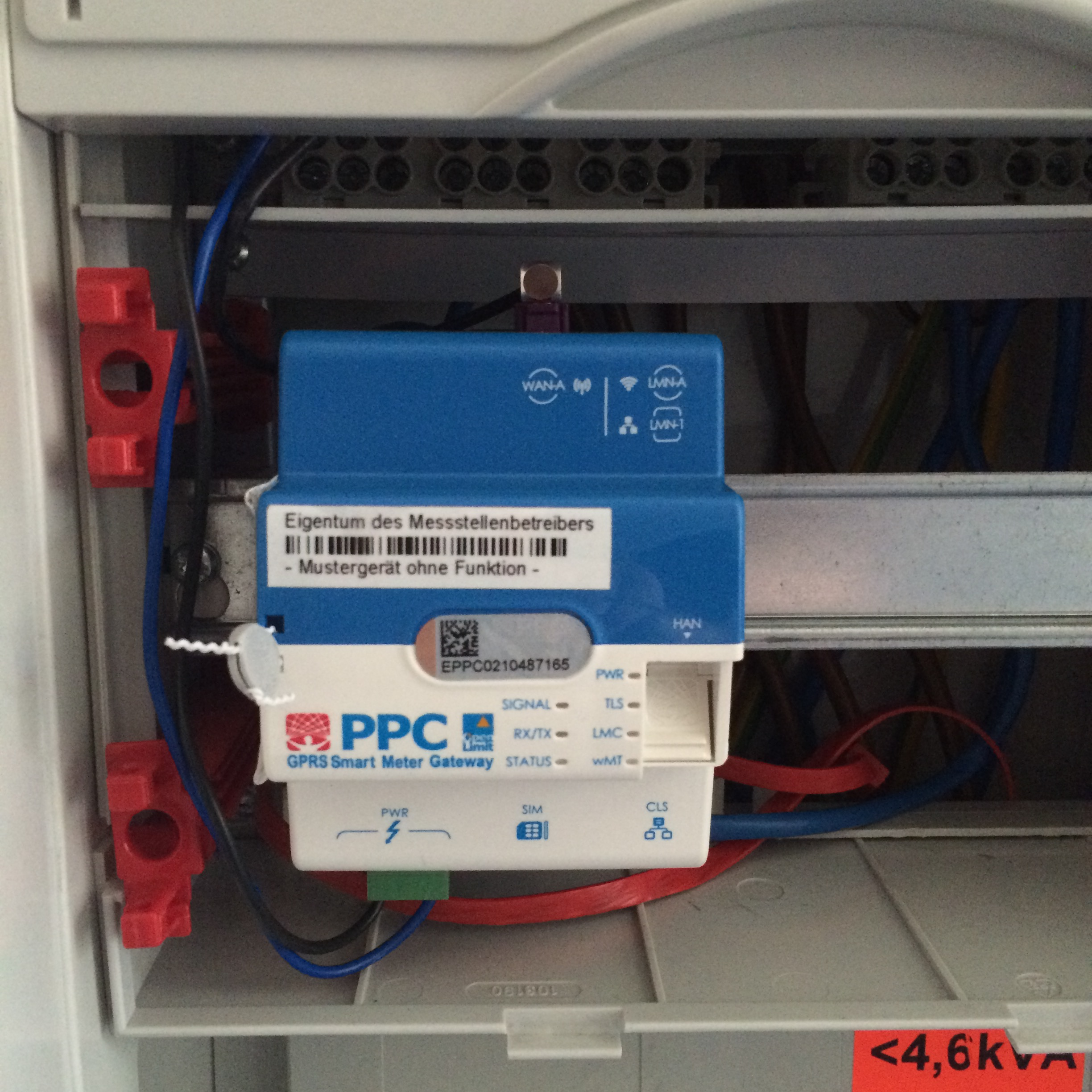
Smart Meter Gateway (Hersteller: PPC), Kommunikation über GPRS, Mustergerät

Eine moderne Messeinrichtung gibt den Stromverbrauch und die Nutzungszeit wieder und kann sicher mit einem Kommunikationsnetz verbunden werden (§ 2 Nr. 15). Aus § 61 Abs. 3 ergibt sich, dass sie die Energieverbrauchswerte über 24 Monate speichern und nach Tag, Woche, Monat und Jahr aufgeschlüsselt anzeigen soll.
Ein intelligentes Messsystem (§ 2 Nr. 7) besteht aus einer modernen Messeinrichtung, die über ein Smart-Meter-Gateway (§ 2 Nr. 19) mit einem Kommunikationsnetz verbunden ist und dabei die Vorgaben der §§ 21 und 22 über Datenschutz, Datensicherheit und Interoperabilität einhält. Neben dem aktuellen und den historischen Verbrauchswerten der letzten 24 Monate muss es dem Nutzer u. a. Tarifinformationen zur Überprüfung der Abrechnung sowie die Verbrauchsinformationen nach § 40b des Energiewirtschaftsgesetzes darstellen (§ 61 Abs. 1). Erst eine an ein Smart Meter Gateway angebundene moderne Messeinrichtung kann also als „smart meter“ oder „intelligentes Messsystem“ bezeichnet werden, nicht die moderne Messeinrichtung als solche.

## Messstellenbetrieb
Verantwortlich für den Messstellenbetrieb und damit auch für den Einbau einer modernen Messinfrastruktur ist grundsätzlich der örtliche Verteilnetzbetreiber (§ 3), er ist nach § 2 Nr. 4 „grundzuständiger Messstellenbetreiber“. Als solcher hat er insbesondere die Funktion des Smart-Meter-Administrators (§ 3 Abs. 1) und ist für den technischen Betrieb des Smart-Meter-Gateways zuständig, den er selbst oder durch einen Beauftragten durchführen kann (§ 2 Nr. 20). Jedenfalls muss der Smart-Meter-Administrator die Pflichten aus § 25 erfüllen und dafür nach § 25 Abs. 5 entsprechend zertifiziert sein. Nach § 41 kann der Verteilnetzbetreiber seine Zuständigkeit für moderne Messeinrichtungen und intelligente Messsysteme (nicht für herkömmliche Stromzähler) auf ein anderes Unternehmen übertragen.
Der Anschlussnutzer (§ 2 Nr. 3) kann statt des grundzuständigen Messstellenbetreibers einen anderen beauftragen (§ 5). Das MsbG setzt damit wie schon das Energiewirtschaftsgesetz die Liberalisierung des Messwesens um.
Allerdings hat ab dem Jahr 2021 der Gebäudeeigentümer (Anschlussnehmer, § 2 Nr. 2) unter bestimmten Voraussetzungen ein vorrangiges Wahlrecht. Es besteht, wenn alle Messpunkte der Liegenschaft mit intelligenten Messsystemen ausgestattet werden, die Strommessung mit einer weiteren Energielieferungsmessung (z. B. von Gas oder Fernwärme) über das gleiche Smart Meter Gateway gebündelt wird und dadurch keine Mehrkosten entstehen (§ 6, das sog. Liegenschaftsmodell).
Bei einer Wahl nach § 5 oder § 6 ist dem gewählten Messstellenbetreiber die Funktion des Smart-Meter-Gateway-Administrators zugeordnet (§ 3 Ab. 1).

## Ausstattung mit intelligenten Messsystemen

### Pflichtausstattung
Eine Verpflichtung des Messstellenbetreibers zur Ausstattung von Messstellen mit intelligenten Messsystemen besteht nach § 29 Abs. 1 Nr. 1 bei
- Verbrauchern mit einem Jahresstromverbrauch (berechnet nach dem Durchschnitt der vorangegangenen drei Jahre, § 30 Abs. 4) von über 6.000 kWh.

Eine Verpflichtung des Messstellenbetreibers zur Ausstattung von Messstellen mit intelligenten Messsystemen und einer Steuerungseinrichtung besteht nach § 29 Abs. 1 Nr. 2 bei
- Verbrauchern, die mit einer steuerbaren Verbrauchseinrichtung (z. B. Wärmepumpe) am Flexibilitätsmechanismus nach § 14a Energiewirtschaftsgesetz teilnehmen sowie
- Betreibern von Anlagen nach dem Erneuerbare-Energien-Gesetz oder dem Kraft-Wärme-Kopplungsgesetz (§ 2 Nr. 1) von über 7 kW Leistung, soweit das nötig ist, um die Ziele des § 45 zu erfüllen. Hierzu enthält § 29 Abs. 5 Ausnahmen von der Pflichtausstattung mit einer Steuerungseinrichtung.

Aufgrund der Verbrauchsuntergrenze von 6.000 kWh pro Jahr werden die allermeisten Privathaushalte nicht von der Pflichtausstattung betroffen sein.
Die Verpflichtung tritt überdies nur ein, wenn ein Einbau nach § 30 wirtschaftlich vertretbar ist.
Die wirtschaftliche Vertretbarkeit der Ausstattung wird dort für verschiedene Gruppen von Anlagenbetreibern und Verbrauchern unter Festlegung verschiedener Brutto-Preisobergrenzen geregelt (§ 30 Abs. 1). Im Fall der Ausstattung mit einer Steuerungseinrichtung (§ 29 Abs. 1 Nr. 2, s. o.) darf ein zusätzlicher Betrag erhoben werden (§ 30 Abs. 2).
Die Verpflichtung zur Ausstattung mit intelligenten Messsystemen und ggfs. Steuerungseinrichtungen wird daneben in § 45 für die verschiedenen Fälle des § 30 zeitlich gestaffelt, indem vorgegeben wird, dass
- bei Letztverbrauchern mit einem Jahrestromverbrauch bis 100.000 kWh Ende 2025 mindestens 20 % aller Messstellen, ab dann in allen Fällen in bestimmten Zeiträumen ein bestimmter Anteil neu auszustattender Messstellen und Ende 2032 mindestens 90 % aller Messstellen ausgestattet sein müssen (§ 45 Abs. 1 Nr. 3–4) sowie dass
- bei Anlagenbetreibern in bestimmten Zeiträumen ein bestimmter Anteil der neu installierten Leistung und Ende 2032 mindestens 90 % der insgesamt installierten Leistung erfasst werden (§ 45 Abs. 1 Nr. 1–2).

#### Übersicht: Pflicht zur Ausstattung mit intelligentem Messsystem (§ 29 Abs. 1 Nr. 1)
| Jahresstromverbrauch   | Einbau (§ 45 Abs. 1 Nr. 3 und 4) | Obergrenze Jahrespreis | Obergrenze Jahrespreis     | Obergrenze jährliche Zusatzgebühr (§ 30 Abs. 2) in Fällen des § 29 Abs. 1 Nr. 2 | Obergrenze jährliche Zusatzgebühr (§ 30 Abs. 2) in Fällen des § 29 Abs. 1 Nr. 2 |
|                        |                                  | für Anschlussnutzer    | für Anschlussnetzbetreiber | für Anschlussnehmer                                                             | für Anschlussnetzbetreiber                                                      |
| ---------------------- | -------------------------------- | ---------------------- | -------------------------- | ------------------------------------------------------------------------------- | ------------------------------------------------------------------------------- |
| über 100.000 kWh       | 2028 – 2032 (90 %)               | keine                  | 80 €                       | 50 €                                                                            | 50 €                                                                            |
| 50.000 bis 100.000 kWh | 2025 (20 %) – 2032 (90 %)        | 140 €                  | 80 €                       | 50 €                                                                            | 50 €                                                                            |
| 20.000 bis 50.0000 kWh | 2025 (20 %) – 2032 (90 %)        | 110 €                  | 80 €                       | 50 €                                                                            | 50 €                                                                            |
| 10.000 bis 20.000 kWh  | 2025 (20 %) – 2032 (90 %)        | 50 €                   | 80 €                       | 50 €                                                                            | 50 €                                                                            |
| 6.000 bis 10.000 kWh   | 2025 (20 %) – 2032 (90 %)        | 40 €                   | 80 €                       | 50 €                                                                            | 50 €                                                                            |

Bei Messpunkten für steuerbare Verbrauchseinrichtungen, die am Flexibilitätsmechanismus nach § 14a Energiewirtschaftsgesetz teilnehmen, beträgt die Obergrenze für den Anschlussnutzer 50 €, für den Anschlussnetzbetreiber 80 € (§ 30 Abs. 1 Nr. 4).
| Leistung      | Einbau (§ 45 Abs. 1 Nr. 1 und 2) | Obergrenze Jahrespreis | Obergrenze Jahrespreis     | Obergrenze jährliche Zusatzgebühr (§ 30 Abs. 2) in Fällen des § 29 Abs. 1 Nr. 2 | Obergrenze jährliche Zusatzgebühr (§ 30 Abs. 2) in Fällen des § 29 Abs. 1 Nr. 2 |
|               |                                  | für Anlagenbetreiber   | für Anschlussnetzbetreiber | für Anschlussnehmer                                                             | für Anschlussnetzbetreiber                                                      |
| ------------- | -------------------------------- | ---------------------- | -------------------------- | ------------------------------------------------------------------------------- | ------------------------------------------------------------------------------- |
| über 100 kW   | 2028 – 2032 (90 %)               | keine                  | 80 €                       | 50 €                                                                            | 50 €                                                                            |
| 25 bis 100 kW | 2025 – 2032 (90 %)               | 140 €                  | 80 €                       | 50 €                                                                            | 50 €                                                                            |
| 15 bis 25 kW  | 2025 – 2032 (90 %)               | 110 €                  | 80 €                       | 50 €                                                                            | 50 €                                                                            |
| bis 15 kW     | 2025 – 2032 (90 %)               | 50 €                   | 80 €                       | 50 € (ab 7 kW)                                                                  | 50 € (ab 7 kW)                                                                  |

Insgesamt darf für den Messstellenbetrieb nicht mehr als die höchste fallbezogene jährliche Preisobergrenze in Rechnung gestellt werden. Eine Addition der einzelnen Preisobergrenzen, beispielsweise wenn an einer Messstelle sowohl verbraucht als auch erzeugt wird, ist nicht erlaubt (§ 30 Abs. 5).
Genauso wie bei herkömmlichen Stromzählern müssen der Verbraucher und der Hauseigentümer den Einbau dulden, wenn die Preisobergrenze eingehalten wird (§ 36 Abs. 3). Der grundzuständige Messstellenbetreiber muss aber spätestens drei Monate vor der Ausstattung Verbraucher und Hauseigentümer informieren und auf die Möglichkeit der freien Wahl eines Messstellenbetreibers hinweisen (§ 37 Abs. 2). Eine Anpassung der Preisobergrenzen ist höchstens alle vier Jahre möglich (§ 33 Abs. 3).

#### Agiler Rollout
Bei Messstellen mit einem Verbrauch bis zu 100.000 kWh jährlich sowie bei Anlagen mit einer Leistung bis einschließlich 25 kW können Messstellenbetreiber die Ausstattung mit intelligenten Messsystemen beginnen, bei denen bestimmte der in § 21 vorgesehenen Funktionalitäten noch nicht gegeben sind. Diese sind dann über ein Anwendungsupdate bis 2025 zur Verfügung zu stellen (§ 31).

### Optionale Ausstattung
Der Messstellenbetreiber kann nach § 29 Abs. 2 in allen Fällen, die nicht von § 29 Abs. 1 erfasst werden, Messstellen mit intelligenten Messsystemen ausstatten. Dies betrifft insbesondere Verbraucher mit einem Jahresstromverbauch unter 6.000 kWh. Die Optionalität bezieht sich dabei nur auf den Messstellenbetreiber, nicht den Verbraucher. Dieser muss den Einbau dulden, wenn die Preisobergrenze des § 30 Abs. 3 eingehalten wird. Ab 2025 beträgt diese 30 € für den Anschlussnutzer wie auch für den Anschlussnetzbetreiber.

### Vorzeitige Ausstattung
Ab 2025 können u. a. Letztverbraucher, Anlagenbetreiber und Anschlussnehmer vom Messstellenbetreiber die Ausstattung mit einem intelligenten Messsystem verlangen, auch wenn bei ihnen die Voraussetzungen von § 29 Abs. 1 oder Abs. 2 nicht gegeben sind (§ 34 Abs. 2 S. 2 Nr. 1). Die Preisobergrenzen hierfür sind in § 35 Abs. 1 S. 2 Nr. 1 enthalten; danach darf für die Ausstattung nicht mehr als einmalig 100 € verlangt werden. Der Messstellenbetreiber kann die Ausstattung allerdings verweigern, so lange sie technisch unmöglich ist (§ 34 Abs. 2 S. 3).

## Anbindungsverpflichtung
Falls an einer Messstelle ein Smart-Meter-Gateway vorhanden ist, muss der Messstellenbetreiber Erzeugungsanlagen nach dem Erneuerbare-Energien-Gesetz oder dem Kraft-Wärme-Kopplungsgesetz sowie moderne Messeinrichtungen daran anbinden, soweit dies ohne erhebliche bauliche Veränderungen möglich ist (§ 40 Abs. 1). Eine entsprechende Pflicht besteht auch für neue Gaszähler (§ 40 Abs. 2).

## Ausstattung mit modernen Messeinrichtungen
Alle Verbraucher und Anlagenbetreiber, bei denen keine Pflicht zum Einbau intelligenter Messsysteme besteht, müssen bei einem Neubau oder einer größeren Renovierung sofort, sonst bis 2032 mit modernen Messeinrichtungen ausgestattet werden (§ 29 Abs. 3). Hierfür besteht eine Preisobergrenze von 25 € (§ 32).

## Datenschutz

### Vorrang des Messstellenbetriebsgesetzes
Das Messstellenbetriebsgesetz enthält in §§ 49–75 umfangreiche Normen zur Datenkommunikation, die gegenüber dem Bundesdatenschutzgesetz vorrangig sind. Das heißt, dass eine Datenübermittlung nur zulässig ist, wenn sie im Messstellenbetriebsgesetz selbst vorgesehen ist, auch dann, wenn sie nach dem Bundesdatenschutzgesetz zulässig wäre (§ 49 Abs. 1 S. 2: „Eine Verarbeitung dieser Daten nach anderen Rechtsvorschriften des Bundes oder der Länder ist unzulässig.“)

### Erhebung, Übermittlung und Verwendung von Daten
In § 49 MsbG wird zunächst abschließend festgelegt, wer überhaupt zum Umgang mit personenbezogenen Daten berechtigt ist. Berechtigte Stellen sind u. a. der Messstellenbetreiber, der Netzbetreiber und der Energielieferant. Diese dürfen, unter Beachtung von §§ 11 und 43 der Datenschutzgrundverordnung, die Erhebung, Verarbeitung und Nutzung von Daten auch durch einen Dienstleister durchführen lassen (§ 49 Abs. 3).
Welche Daten unter welchen Voraussetzungen erhoben werden dürfen, legen die §§ 55–59 fest. Bei Verbrauchern mit einem Jahresverbrauch bis zu 100.000 Kilowattstunden, die mit einem intelligenten Messsystem ausgestattet sind, sieht § 55 Abs. 1 Nr. 2 eine Zählerstandsgangmessung vor; d. h. die Messung einer Reihe viertelstündig ermittelter Zählerstände der elektrischen Arbeit (§ 2 Nr. 27).
Davon ist zu unterscheiden, welche Daten übermittelt werden dürfen. Dies wird in §§ 60 bestimmt. § 60 Abs. 3 bestimmt die Datenübermittlung an die Betreiber von Verteilnetzen, an Übertragungsnetzbetreiber und Energielieferanten. Zu welchen Zwecken die ihnen übertragenen Daten genutzt werden dürfen, legen die §§ 66–70 fest.

Die Übermittlung geschieht jedenfalls unmittelbar an die jeweils berechtigten Stellen. Falls vorhanden, sind intelligente Messsysteme nach § 60 Abs. 4 standardmäßig entsprechend zu konfigurieren. Die (verschlüsselten) Daten werden also direkt durch das Smart-Meter-Gateway an die berechtigten Stellen gesandt (sog. sternförmige Kommunikation, vgl. Überschrift zu § 60).

## Messeinrichtungen für Gas
Das Messstellenbetriebsgesetz enthält keine Verpflichtung, Gaszähler auszutauschen. Allerdings dürfen neue Messeinrichtungen für Gas nur noch eingebaut werden, wenn sie unter Einhaltung der geltenden Standards für Datenschutz, Datensicherheit und Interoperabilität mit einem Smart-Meter-Gateway verbunden werden können (§ 20 Abs. 1). Neue Gaszähler mit registrierender Leistungsmessung dürfen noch bis 31. Dezember 2024 eingebaut und dann jeweils acht Jahre genutzt werden (§ 20 Abs. 2).